# Dulcin
Dulcin (p-Phenetolcarbamid) ist ein Süßstoff, der 200-mal süßer als Saccharose ist. Dulcin ist ein Harnstoffderivat und ähnelt Suosan. Im Verkehr mit Lebensmitteln ist Dulcin innerhalb der EU nicht zugelassen.

## Geschichte
Dulcin wurde 1884 von Joseph Berlinerblau entdeckt und war nach Saccharin der zweite synthetische Süßstoff. Da die ersten medizinischen Tests zeigten, dass der Süßstoff für den menschlichen Organismus unschädlich war, erfolgte die Markteinführung, in den USA 1891. 
In mehreren Studien wurde später festgestellt, dass Dulcin im Tierexperiment mit Ratten Krebs der Leber und der Blase auslöst. Durch diese Ergebnisse wurde dem Süßstoff 1950 die Zulassung durch die FDA entzogen.
Das Expertengremium der Ernährungs- und Landwirtschaftsorganisation (FAO) und der Weltgesundheitsorganisation (WHO), der Gemeinsame FAO/WHO-Sachverständigenausschuss für Lebensmittelzusatzstoffe (JECFA), beschloss 1976, dass Dulcin nicht als Futterzusatzstoff eingesetzt werden darf.

## Chemische Eigenschaften
Dulcin zersetzt sich beim Erhitzen mit Säuren langsam und bildet Di-p-phenetolcarbamid. Das Zersetzungsprodukt ist geschmacklos.